# Rob Cohen
Robert Alan "Rob" Cohen, född 12 mars 1949 i Cornwall i delstaten New York, är en amerikansk regissör och producent inom film och TV. Han har i sitt yrke som regissör bland annat regisserat de två actionfilmerna The Fast and the Furious från 2001 och xXx från 2002. Han har också studerat vid Amherst College, för att sedan avlägga examen på Harvard University år 1971.

## Filmografi (i urval)

### Filmer
| - 1984 – Titta, vi spionerar (regissör och manusförfattare) - 1993 – Dragon – historien om Bruce Lee (regissör och manusförfattare) - 1996 – Dragonheart (regissör) - 1996 – Daylight (regissör) - 1998 – The Rat Pack (regissör) - 2000 – The Skulls (regissör) - 2001 – The Fast and the Furious (regissör) | - 2002 – xXx (regissör) - 2002 – Voodoo Ritual (manusförfattare) - 2005 – Stealth – det osynliga hotet (regissör) - 2008 – Mumien: Drakkejsarens grav (regissör) - 2012 – Alex Cross (regissör) - 2015 – The Boy Next Door (regissör) - 2018 – The Hurricane Heist (regissör) |

### TV-serier
- 1984 – Miami Vice (TV-serie) (regissör)
- 1987 – Livet runt trettio (TV-serie) (regissör)